# Église Saint-Antoine de Cernay-l'Église
Pour les articles homonymes, voir Église Saint-Antoine et Saint-Antoine.
L’église Saint-Antoine de Cernay-l'Église est une église située à Cernay-l'Église dans le département français du Doubs.

## Histoire
L'église est datée du XVIe siècle et remaniée au XVIIe siècle.
La totalité de l'église d’une inscription au titre des monuments historiques depuis le 2 octobre 1986.

## Rattachement
L'église fait partie de la paroisse de Maîche qui est rattachée au diocèse de Besançon.

## Architecture
De style gothique, l'église possède une nef divisée en trois vaisseaux.

## Mobilier
L'église possède un riche mobilier, dont de nombreux éléments sont du mobilier protégé des monuments historiques. 
Parmi ceux-ci, le retable du maître-autel en bois taillé du XVIIe siècle, classé à titre objet en 1928 et représentant les apôtres de part et d'autre de l'Ecce homo, une chaire à prêcher datée de 1807, classé à titre objet en 1907 qui a la particularité de posséder un dragon sculpté, de nombreuses statues classés à titre objet en 1908 et 1928 (saint Joseph, le baptême du Christ, sainte Agathe, sainte Anne, sainte Barbe et saint Barthélémy, Vierge, saint Roch, saint Henri). 
De nombreux accessoires ecclésiastiques sont également protégés : ciboire, calice, reliquaires…